# Driglam namzha
O Driglam Namzha (em tibetano: སྒྲིག་ལམ་རྣམ་གཞག་; Wylie: sgrig lam rnam gzhag) é o código oficial de comportamento e vestimenta do Reino do Butão. Esse código determina como os cidadãos devem se vestir em público e como devem se comportar em ambientes formais, assim como também regula recursos culturais, tais como a arte e a arquitetura. Driglam significa "ordem, disciplina, padrão, regras, regime" e namzha significa "sistema", embora o termo possa ser definido como "as regras para o comportamento disciplinado".

## História
O Driglam Namzha traça suas origens diretamente aos pronunciamentos realizados no século XVII por Ngawang Namgyal, o primeiro Zhabdrung Rinpoche, um lama tibetano e líder militar, que buscou unir o Butão não apenas politicamente mas também culturalmente. Ele estabeleceu as diretrizes para a arquitetura dzong, característica dos monastérios-fortalezas do país. Ele também estabeleceu muitas das tradições do tshechu (festival distrital) tais como a dança Cham. As diretrizes foram intencionalmente colocadas em legislação codificada para fomentar o desenvolvimento de uma cultura butanesa distinta.
Em 1989, o governo do Butão elevou o status do código de vestimenta de recomendado para obrigatório. Todos os cidadãos butaneses foram exigidos a observar o código durante as horas de trabalho. No entanto, o decreto foi alvo de críticas dos lhotshampas das terras baixas do sul do país, ao reclamar serem forçados a vestir roupas do povo ngalop.

## Vestimenta

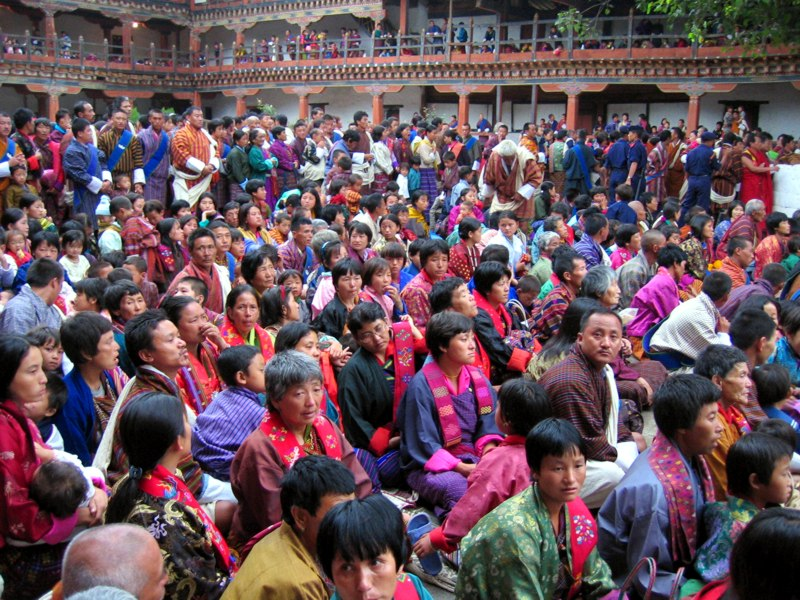
O povo butanês trajando as roupas nacionais

Sob o Driglam Namzha, os homens devem vestir um robe pesado até os joelhos amarrado por um cinto, chamado gho, dobrado de forma a fazer um volume na frente do estômago. As mulheres vestem blusas coloridas chamadas wonju sobre o qual elas dobram e usam fechos para prender um grande tecido retangular denominado kira, criando assim um vestido que vai até os tornozelos. Uma jaqueta curta, chamada toego, pode ser usada sobre a kira. O tecido dessas vestimentas – algodão ou lã – varia conforme a estação, cuja padronagem varia entre o xadrez ou faixas em tons terrosos. Para ocasiões especiais e festivais, kiras em padrões coloridos feitas de seda, e mais raramente, gho, podem ser usados.
Aplicam-se regras adicionais quando se visita um dzong ou um templo e quando se comparece diante de um alto oficial. Uma faixa de seda branca com franjas, chamado kabney, é usado pelos homens do povo do ombro esquerdo ao quadril oposto, com outras cores reservadas para os oficiais e os monges. As mulheres usam o rachu, um tecido estreito sobre o ombro esquerdo.

## Arquitetura

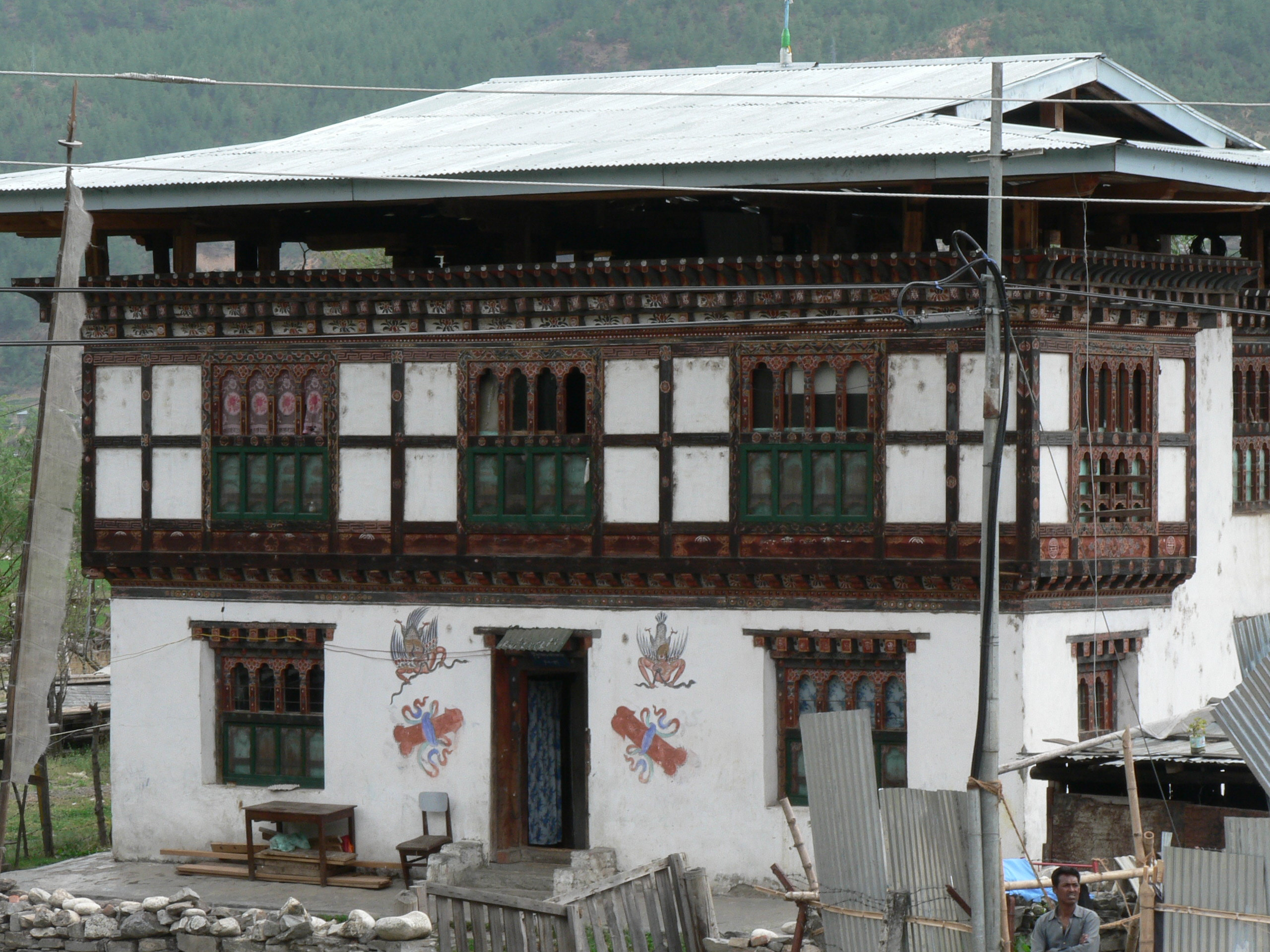
Uma casa butanesa em Paro, com frontões multicoloridos de madeira, pequenas janelas com arcos e telhado inclinado.

O Driglam Namzha estabelece as regras tradicionais para a construção das fortalezas sagradas conhecidas como dzongs. Não são feitas plantas nem é permitido o uso de pregos em sua construção. Sob a direção de um lama inspirado, os cidadãos constroem dzongs como parte de sua obrigação tributária ao Estado, numa espécie de remanescente da corveia. Tão recentemente quanto 1998, por decreto, todos os prédios devem ser construídos com frentes multicoloridas de madeira, pequenas janelas com arcos e telhados inclinados.